# Эрмидаш-Саду
Эрмидаш-Саду (порт. Ermidas-Sado)  —  район (фрегезия) в Португалии,  входит в округ Сетубал. Является составной частью муниципалитета  Сантьягу-ду-Касен. По старому административному делению входил в провинцию Байшу-Алентежу. Входит в экономико-статистический  субрегион Алентежу-Литорал, который входит в Алентежу. Население составляет 2206 человек на 2001 год. Занимает площадь 88,72 км².